# Austrolimnophila (Austrolimnophila) orthia
Austrolimnophila (Austrolimnophila) orthia is een tweevleugelige uit de familie steltmuggen (Limoniidae). De soort komt voor in het Afrotropisch gebied.